# Dernière Volonté
Dernière Volonté ("Sista vilja") är en musikakt som utgörs av den franske musikern Geoffroy Delacroix. Efter en tidig ambient industri-period, med fokus på atmosfär och rytm, förändrades uttrycket från och med skivan Les blessures de l'ombre från 2003 till vad som benämnts som "military pop" inom genrerna synth och neofolk. Gruppens stil har alltsedan dess rört sig mot synthpop med sång och uppdelning i verser och refränger. Utöver Dernière Volonté är Delacroix även verksam i electropopduon Position Parallèle.

## Diskografi
- Obeir et mourir (1998)
- Le feu sacré (2000)
- Les blessures de l'ombre (2003)
- Devant le miroir (2006)
- Immortel (2010)
- Mon meilleur ennemi (2012)
- Prie pour moi (2016)